# Československá hokejová reprezentace v sezóně 1973/1974
Československá hokejová reprezentace v sezóně 1973/1974 sehrála celkem 28 zápasů.

## Přehled mezistátních zápasů
| Pořadí | Datum              | Soupeř  | Výsledek             | Soutěž                 | Místo utkání   |
| ------ | ------------------ | ------- | -------------------- | ---------------------- | -------------- |
| 598.   | 13. listopadu 1973 | NDR     | 2:3 (0:2, 2:1, 0:0)  | přátelsky              | Weißwasser     |
| 599.   | 14. listopadu 1973 | NDR     | 6:3 (0:1, 2:1, 4:1)  | přátelsky              | Berlín         |
| 600.   | 17. listopadu 1973 | Švédsko | 5:0 (2:0, 1:0, 2:0)  | přátelsky              | Praha          |
| 601.   | 18. listopadu 1973 | Švédsko | 5:2 (2:1, 2:0, 1:1)  | přátelsky              | Praha          |
| 602.   | 12. prosince 1973  | NDR     | 12:4 (3:1, 6:2, 3:1) | přátelsky              | Pardubice      |
| 603.   | 13. prosince 1973  | NDR     | 6:2 (2:2, 1:0, 3:0)  | přátelsky              | Hradec Králové |
| 604.   | 16. prosince 1973  | Finsko  | 7:1 (2:0, 2:0, 3:1)  | Cena Izvestijí 1973    | Moskva         |
| 605.   | 18. prosince 1973  | Polsko  | 9:1 (3:0, 3:0, 3:1   | Cena Izvestijí 1973    | Moskva         |
| 606.   | 19. prosince 1973  | Švédsko | 2:4 (0:1, 2:3, 0:0)  | Cena Izvestijí 1973    | Moskva         |
| 607.   | 21. prosince 1973  | SSSR    | 1:7 (1:0, 0:3, 0:4)  | Cena Izvestijí 1973    | Moskva         |
| 608.   | 10. února 1974     | Finsko  | 0:1 (0:0, 0:1, 0:0)  | přátelsky              | Tampere        |
| 609.   | 11. února 1974     | Finsko  | 3:1 (1:0, 2:0, 0:1)  | přátelsky              | Helsinky       |
| 610.   | 13. února 1974     | Švédsko | 5:2 (1:0, 2:1, 2:1)  | přátelsky              | Göteborg       |
| 611.   | 14. února 1974     | Švédsko | 2:5 (2:0, 0:3, 0:2)  | přátelsky              | Göteborg       |
| 612.   | 10. března 1974    | SSSR    | 7:5 (5:1, 1:2, 1:2)  | přátelsky              | Praha          |
| 613.   | 12. března 1974    | SSSR    | 3:4 (2:0, 0:1, 1:3)  | přátelsky              | Praha          |
| 614.   | 26. března 1974    | Finsko  | 3:1 (2:0, 0:1, 1:0)  | přátelsky              | Poprad         |
| 615.   | 27. března 1974    | Finsko  | 4:2 (4:0, 0:2, 0:0)  | přátelsky              | Praha          |
| 616.   | 5. dubna 1974      | Polsko  | 8:0 (4:0, 2:0, 2:0)  | Mistrovství světa 1974 | Helsinky       |
| 617.   | 7. dubna 1974      | Švédsko | 3:2 (1:0, 1:1, 1:1)  | Mistrovství světa 1974 | Helsinky       |
| 618.   | 8. dubna 1974      | NDR     | 8:0 (3:0, 1:0, 4:0)  | Mistrovství světa 1974 | Helsinky       |
| 619.   | 10. dubna 1974     | SSSR    | 7:2 (3:0, 3:0, 1:2)  | Mistrovství světa 1974 | Helsinky       |
| 620.   | 12. dubna 1974     | Finsko  | 5:0K                 | Mistrovství světa 1974 | Helsinky       |
| 621.   | 13. dubna 1974     | Polsko  | 12:3 (3:1, 2:1, 7:1) | Mistrovství světa 1974 | Helsinky       |
| 622.   | 15. dubna 1974     | Švédsko | 0:3 (0:1, 0:0, 0:2)  | Mistrovství světa 1974 | Helsinky       |
| 623.   | 16. dubna 1974     | NDR     | 9:2 (3:0, 3:1, 3:1)  | Mistrovství světa 1974 | Helsinky       |
| 624.   | 18. dubna 1974     | SSSR    | 1:3 (1:0, 0:3, 0:0)  | Mistrovství světa 1974 | Helsinky       |
| 625.   | 20. dubna 1974     | Finsko  | 4:5 (1:2, 0:2, 3:1)  | Mistrovství světa 1974 | Helsinky       |

K = utkání Finsko - Československo 5:2 bylo pro doping hráče Stiga Wetzella (FIN) kontumováno 5:0 ve prospěch ČSSR.

## Bilance sezóny 1973/74
| Soupeř  | Zápasy | Výhry | Remízy | Prohry | Skóre  |
| ------- | ------ | ----- | ------ | ------ | ------ |
| Finsko  | 7      | 4     | 0      | 3      | 21:16  |
| NDR     | 6      | 5     | 0      | 1      | 45:14  |
| Polsko  | 3      | 3     | 0      | 0      | 29:4   |
| SSSR    | 5      | 2     | 0      | 3      | 19:21  |
| Švédsko | 7      | 4     | 0      | 3      | 22:18  |
| Celkem  | 28     | 18    | 0      | 10     | 136:73 |

## Další zápas reprezentace
| Datum         | Soupeř       | Výsledek            | Soutěž    | Místo utkání |
| 7. února 1974 | London Lions | 6:3 (2:1, 1:2, 3:0) | přátelsky | Praha        |

## Přátelské mezistátní zápasy
Československo –  NDR 	2:3 (0:2, 2:1, 0:0)
13. listopadu 1973 – Weisswasser

Branky a nahrávky Československa: 25. František Pospíšil, 40. Bohuslav Šťastný (Vladimír Martinec).

Branky a nahrávky NDR: 8. Dieter Simon, 17. Dieter Simon (Reinhard Karger), 24. Dieter Simon.

Rozhodčí: Lars Tegner (SWE), Andersson (SWE)

Vyloučení: 0:1
ČSSR: Jiří Holeček – Jan Suchý, Miroslav Dvořák, Oldřich Machač, František Pospíšil, Milan Kužela, Jiří Bubla – Josef Paleček, Václav Nedomanský, Jiří Holík – Vladimír Martinec, Jiří Novák, Bohuslav Šťastný – Eduard Novák, Ivan Hlinka, Karel Ruml.
NDR: Wolfgang Fischer – Bernd Karrenbauer, Hartwig Schur, Frank Braun, Dietmar Peters, Helmut Novy, Bernd Engelmann – Rolf Bielas, Peter Slapke, Rüdiger Noack – Hartmut Nickel, Bernd Patschinski, Joachim Stasche – Reinhard Karger, Dieter Simon, Roland Thomas – Peter Prusa.
 Československo –  NDR 	6:3 (0:1, 2:1, 4:1)
14. listopadu 1973 – Berlín

Branky a nahrávky Československa: 25. Josef Paleček (Jiří Holík), 34. Josef Horešovský, 41. Václav Nedomanský (Jan Suchý), 48. Jiří Novák (Vladimír Martinec), 48. Oldřich Machač, 58. Bohuslav Šťastný.

Branky a nahrávky NDR: 16. Peter Prusa, 35. Hartmut Nickel (Bernd Patschinski), 59. Peter Slapke.

Rozhodčí: Lars Tegner (SWE), Andersson (SWE)

Vyloučení: 5:5 (využití 0:1, v oslabení 1:0)
ČSSR: Jiří Crha – Miroslav Dvořák, Jan Suchý, Oldřich Machač, František Pospíšil, Jaroslav Šíma, Josef Horešovský - Josef Paleček, Václav Nedomanský, Jiří Holík – Vladimír Martinec, Jiří Novák, Bohuslav Šťastný – Vincent Lukáč, Richard Farda, Vladimír Veith.
NDR: Wolfgang Fischer – Bernd Karrenbauer, Hartwig Schur, Frank Braun, Dietmar Peters, Helmut Novy, Bernd Engelmann – Rolf Bielas, Peter Slapke, Rüdiger Noack – Hartmut Nickel, Bernd Patschinski, Peter Prusa - Reinhard Karger, Dieter Simon, Roland Thomas.
 Československo –  Švédsko 5:0 (2:0, 1:0, 2:0)
'17. listopadu 1973 – Praha

Branky Československa: 14. Richard Farda, 15. Ivan Hlinka, 26. Eduard Novák, 47. Jiří Holík, 58. Ivan Hlinka.

Rozhodčí: Alexej Reznikov (SWE) – Viktor Dombrovskij (URS), Gušin (URS)

Vyloučení: 3:3 (2:0) z toho Jaroslav Šíma na 5 minut.
ČSSR: Jiří Holeček – Oldřich Machač, František Pospíšil, Josef Horešovský, Jaroslav Šíma, Milan Kužela, Jiří Bubla – Vladimír Veith, Václav Nedomanský, Jiří Holík – Vladimír Martinec, Jiří Novák (13. Richard Farda), Bohuslav Šťastný – Eduard Novák, Ivan Hlinka, Karel Ruml.
Švédsko: William Löfqvist – Björn Johansson, Kjell-Rune Milton, Thommy Abrahamsson, Gunnar Andersson, Mats Waltin, Arne Carlsson – Ulf Nilsson, Stig-Göran Johansson, Björn Palmqvist – Anders Hedberg, Dan Söderström, Mats Åhlberg – Lars-Göran Nilsson, Bo Berggren, Stefan Karlsson.
 Československo –  Švédsko  5:2 (2:1, 2:0, 1:1)
18. listopadu 1973 – Praha

Branky a nahrávky Československa: 9. Bohuslav Šťastný, 19. Vladimír Veith, 21. Oldřich Machač, 38. Ivan Hlinka, 56. Eduard Novák (Ivan Hlinka).

Branky Švédska: 15. Mats Åhlberg, 43. Mats Åhlberg.

Rozhodčí: Viktor Dombrovskij (URS) – Alexej Reznikov (URS), Gušin (URS)

Vyloučení: 4:4 (využití 2:0) navíc Björn Johansson na 5 minut.
ČSSR: Jiří Crha – Jan Suchý, Miroslav Dvořák, Oldřich Machač, Josef Horešovský, Jiří Bubla, Milan Kužela – Josef Paleček (21. Vladimír Veith), Václav Nedomanský, Jiří Holík – Vladimír Martinec, Richard Farda, Bohuslav Šťastný – Vincent Lukáč (21. Josef Paleček, 41. Eduard Novák), Ivan Hlinka, Vladimír Veith (21. Karel Ruml).
Švédsko: Christer Abrahamsson - Thommy Abrahamsson, Gunnar Andersson, Björn Johansson, Kjell-Rune Milton, Karl-Johan Sundqvist, Arne Carlsson - Anders Hedberg, Dan Söderström, Mats Åhlberg – Dan Labraaten, Ulf Nilsson, Willy Lindström – Lars-Göran Nilsson, Bo Berggren, Stefan Karlsson.
 Československo –  NDR 	12:4 (3:1, 6:2, 3:1)
12. prosince 1973 – Pardubice

Branky Československa: 8. Vladimír Martinec, 9. Bohuslav Šťastný, 13. Ivan Hlinka, 26. Jiří Kochta, 28. Jiří Holík, 33. Vladimír Martinec, 34. Eduard Novák, 36. Jiří Holík, 41. Václav Nedomanský, 43. Bohuslav Šťastný, 52. Jan Suchý, 52. Jiří Holík.

Branky NDR: 14. Bernd Patschinski, 21. Rüdiger Noack, 24. Reinhard Karger, 59. Hartmut Nickel.

Rozhodčí: Unto Wiitala (FIN), Raimo Seppanen (FIN)

Vyloučení: 4:3 (využití 0:1, v oslabení 0:1)
ČSSR: Jiří Holeček – Jan Suchý, Miroslav Dvořák, Josef Horešovský, Jaroslav Šíma, Oldřich Machač, Ján Faith – Vladimír Veith, Václav Nedomanský, Jiří Holík – Vladimír Martinec, Jiří Kochta, Bohuslav Šťastný – Eduard Novák, Ivan Hlinka, Karel Ruml
NDR: Wolfgang Fischer – Bernd Engelmann, Frank Braun, Dieter Dewitz, Dietmar Peters, Dieter Frenzel, Helmut Novy – Rolf Bielas, Peter Slapke, Rüdiger Noack – Hartmut Nickel, Bernd Patschinski, Joachim Stasche – Reinhard Karger, Peter Prusa, Gerhard Müller – Roland Peters.
 Československo –  NDR 	6:2 (2:2, 1:0, 3:0)
13. prosince 1973 – Hradec Králové

Branky Československa: 7. Jaroslav Mec, 20. Josef Paleček, 27. Karel Ruml, 51. Miroslav Dvořák, 52. Vladimír Veith, 59. Richard Farda.

Branky NDR: 4. Peter Slapke, 19. Frank Braun.

Rozhodčí: Unto Wiitala (FIN), Raimo Seppanen (FIN)

Vyloučení: 3:8 (využití 1:0, v oslabení 0:1)
ČSSR: Jiří Crha – Jan Suchý, Miroslav Dvořák, Josef Horešovský, Jiří Bubla, Oldřich Machač, Milan Kužela – Vladimír Martinec, Jiří Kochta, Bohuslav Šťastný – Eduard Novák (12. Vladimír Veith), Ivan Hlinka, Karel Ruml – Josef Paleček, Richard Farda, Jaroslav Mec.
NDR: Joachim Hurbanek – Bernd Engelmann, Frank Braun, Dieter Dewitz, Dietmar Peters, Dieter Frenzel, Helmut Novy – Rolf Bielas, Peter Slapke, Roland Peters – Hartmut Nickel, Bernd Patschinski, Joachim Stasche – Reinhard Karger, Peter Prusa, Gerhard Müller.
 Československo –  Finsko 0:1 (0:0, 0:1, 0:0)
10. února 1974 – Tampere

Branky a nahrávky Finska: 28. Esa Peltonen (Juhani Tamminen).

Rozhodčí: Heini Ehrensperger (SUI), Hans-Rudolf Gerber (SUI)

Vyloučení: 1:1 (využití 0:0)
ČSSR: Jiří Holeček – Oldřich Machač, František Pospíšil, Jiří Bubla, Milan Kužela, Jan Suchý (12. Karel Vohralík), Jiří Neubauer – Vladimír Veith, Václav Nedomanský, Jiří Holík – Vladimír Martinec, Jiří Novák (41. Richard Farda), Bohuslav Šťastný – Eduard Novák, Ivan Hlinka, Bohuslav Ebermann – Josef Augusta.
Finsko: Antti Leppänen – Juha Rantasila, Heikki Riihiranta, Seppo Lindström, Jouko Öystilä, Seppo Suoraniemi, Timo Saari – Juhani Tamminen, Veli-Pekka Ketola, Esa Peltonen – Lasse Oksanen, Jorma Peltonen, Seppo Ahokainen – Henry Leppä, Timo Sutinen, Harri Linnonmaa – Jukka Alkula, Matti Murto, Jorma Aro.
 Československo –  Finsko	3:1 (1:0, 2:0, 0:1)
11. února 1974 – Helsinky

Branky Československa: 1. Richard Farda, 31. Ivan Hlinka, 33. Vladimír Martinec.

Branky a nahrávky Finska: 60. Lasse Oksanen (Heikki Riihiranta, Seppo Ahokainen).

Rozhodčí: Heini Ehrensperger (SUI), Hans-Rudolf Gerber (SUI)

Vyloučení: 4:4 (využití 1:0)
ČSSR: Jiří Crha – Oldřich Machač, František Pospíšil, Jiří Bubla, Milan Kužela, Jan Suchý, Jiří Neubauer – Miroslav Miklošovič, Václav Nedomanský, Jiří Holík – Vladimír Martinec, Richard Farda, Bohuslav Šťastný – Bohuslav Ebermann, Ivan Hlinka, Josef Augusta – Eduard Novák.
Finsko: Stig Wetzell – Juha Rantasila, Heikki Riihiranta, Jorma Aro, Timo Saari, Seppo Lindström, Jouko Öystilä – Juhani Tamminen, Veli-Pekka Ketola, Esa Peltonen – Lasse Oksanen, Jorma Peltonen, Seppo Ahokainen – Henry Leppä, Timo Sutinen, Harri Linnonmaa – Matti Murto.
 Československo –  Švédsko 5:2 (1:0, 2:1, 2:1)
13. února 1974 – Göteborg

Branky a nahrávky Československa: 20. Jiří Holík, 23. Vladimír Veith, 25. Ivan Hlinka (Bohuslav Ebermann), 49. Ivan Hlinka, 60. Václav Nedomanský.

Branky Švédska: 38. Dan Labraaten, 58. Gunnar Andersson

Rozhodčí: Karl-Gustav Kaisla (FIN), Usenius (FIN)

Vyloučení: 4:1 (využití 0:0)
ČSSR: Jiří Holeček – Oldřich Machač, František Pospíšil, Jiří Bubla, Milan Kužela, Jan Suchý, Jiří Neubauer  – Vladimír Veith, Václav Nedomanský, Jiří Holík – Vladimír Martinec, Richard Farda, Bohuslav Šťastný – Bohuslav Ebermann, Ivan Hlinka, Josef Augusta
Švédsko: Curt Larsson – Gunnar Andersson, Thommy Abrahamsson, Karl-Johan Sundqvist, Lars-Erik Sjöberg, Björn Johansson, Arne Carlsson – Mats Åhlberg, Dan Söderström, Anders Hedberg – Stefan Karlsson, Ulf Nilsson, Dan Labraaten – Björn Palmqvist, Stig-Göran Johansson, Håkan Pettersson.
 Československo –  Švédsko 	2:5 (2:0, 0:3, 0:2)
14. února 1974 – Göteborg

Branky a nahrávky Československa: 8. Vladimír Martinec (Jiří Bubla), 12. Ivan Hlinka (Josef Augusta, Bohuslav Ebermann).

Branky Švédska: 29. Mats Åhlberg, 30. Dan Labraaten, 38. Dan Labraaten, 44. Dan Söderström, 45. Arne Carlsson.

Rozhodčí: Karl-Gustav Kaisla (FIN), Usenius (FIN)

Vyloučení: 3:1 (využití 0:1)
ČSSR: Jiří Crha (Jiří Holeček) – Oldřich Machač, František Pospíšil, Jiří Bubla, Milan Kužela, Jan Suchý, Jiří Neubauer  – Vincent Lukáč, Václav Nedomanský, Jiří Holík – Vladimír Martinec, Richard Farda, Bohuslav Šťastný – Bohuslav Ebermann, Ivan Hlinka, Josef Augusta.
Švédsko: Curt Larsson – Gunnar Andersson, Thommy Abrahamsson, Roland Bond, Lars-Erik Sjöberg, Björn Johansson, Arne Carlsson – Mats Åhlberg, Dan Söderström, Dan Labraaten – Dick Yderström, Ulf Nilsson, Anders Hedberg – Stefan Karlsson, Håkan Wickberg, Lars-Göran Nilsson – Stig-Göran Johansson.
 Československo –  SSSR 	7:5 (5:1, 1:2, 1:2)
10. března 1974 – Praha

Branky Československa: 19. Vladimír Martinec, 11. Oldřich Machač, 13. Jan Suchý, 15. Bohuslav Šťastný, 18. Václav Nedomanský, 24. Josef Augusta, 60. Vladimír Martinec.

Branky SSSR:  8. Boris Michajlov, 24. Sergej Kapustin, 38. Vjačeslav Anisin, 44. Sergej Kapustin, 55. Sergej Kotov.

Rozhodčí: Ove Dahlberg (SWE), Grandberg (SWE)

Vyloučení: 4:7 (využití 2:0) navíc Alexandr Gusev na 10 min.
ČSSR: Jiří Holeček – Oldřich Machač, František Pospíšil, Jiří Bubla, Milan Kužela, Jan Suchý, Jiří Neubauer – Vladimír Veith, Václav Nedomanský, Jiří Holík – Vladimír Martinec, Richard Farda, Bohuslav Šťastný – Bohuslav Ebermann, Ivan Hlinka, Josef Augusta
SSSR: Alexandr Sidělnikov – Valerij Vasiljev, Alexandr Gusev (17. Alexandr Filippov), Vladimir Lutčenko, Jurij Šatalov, Gennadij Cygankov, Viktor Kuzněcov – Boris Michajlov, Vladimir Petrov, Valerij Charlamov – Jurij Leveděv, Vjačeslav Anisin, Alexandr Bodunov – Sergej Kotov (Alexandr Volčkov), Vladimir Repněv, Sergej Kapustin.
 Československo –  SSSR 	3:4 (2:0, 0:1, 1:3)
12. března 1974 – Praha

Branky: 6. Vladimír Martinec, 10. Eduard Novák, 53. Vladimír Martinec

Branky SSSR: 22. Jurij Ljapkin, 42. Alexandr Jakušev, 50. Alexandr Malcev, 60. Alexandr Malcev.

Rozhodčí: Ove Dahlberg (SWE), Grandberg (SWE)

Vyloučení: 7:7 (využití 2:1)
ČSSR: Jiří Crha – Jiří Bubla, Milan Kužela, Jan Suchý, Miroslav Dvořák, Josef Horešovský, Jiří Neubauer  – Vladimír Martinec, Richard Farda, Bohuslav Šťastný – Josef Paleček, Václav Nedomanský, Jiří Holík – Eduard Novák, Jiří Kochta, Josef Augusta
SSSR: Vladislav Treťjak – Valerij Vasiljev, Alexandr Gusev, Vladimir Lutčenko, Jurij Ljapkin, Gennadij Cygankov, Viktor Kuzněcov – Boris Michajlov, Vladimir Petrov, Valerij Charlamov (41. Sergej Kapustin) – Alexandr Malcev, Vladimir Šadrin, Alexandr Jakušev – Sergej Kotov (41. Alexandr Volčkov), Vladimir Repněv, Sergej Kapustin (41. Konstantin Klimov).
 Československo –  Finsko	3:1 (2:0, 0:1, 1:0)
26. března 1974 – Poprad

Branky Československa: 3. Václav Nedomanský, 11. Jiří Holík, 48. Vladimír Martinec.

Branky Finska: 37. Henry Leppä.

Rozhodčí: Viktor Dombrovskij (URS), Wojciech Szczepek (POL)

Vyloučení: 2:5 (využití 2:0)
ČSSR: Jiří Crha – Oldřich Machač, František Pospíšil, Jiří Bubla, Milan Kužela, Josef Horešovský, Miroslav Dvořák – Jiří Kochta (41. Vladimír Veith), Václav Nedomanský, Jiří Holík – Vladimír Martinec, Richard Farda, Bohuslav Šťastný – Eduard Novák, Ivan Hlinka (41. Jiří Kochta), Josef Paleček.
Finsko: Antti Leppänen – Pekka Marjamäki, Heikki Riihiranta, Seppo Lindström, Jouko Öystilä, Timo Saari, Seppo Suoraniemi – Juhani Tamminen, Veli-Pekka Ketola, Esa Peltonen – Lasse Oksanen, Jorma Peltonen, Seppo Ahokainen – Henry Leppä, Timo Sutinen, Harri Linnonmaa – Pekka Rautakallio, Matti Murto, Seppo Repo.
 Československo –  Finsko	4:2 (4:0, 0:2, 0:0)
27. března 1974 – Praha

Branky Československa: 12. Václav Nedomanský, 13. Bohuslav Šťastný, 14. Jiří Holík, 18. Vladimír Veith.

Branky Finska: 23. Harri Linnonmaa, 25. Esa Peltonen.

Rozhodčí: Viktor Dombrovskij (URS), Wojciech Szczepek (POL)

Vyloučení: 4:5 (využití 1:1)
ČSSR: Jiří Holeček – Oldřich Machač, František Pospíšil, Jiří Bubla, Milan Kužela, Jan Suchý, Jiří Neubauer – Jiří Kochta (9. Vladimír Veith, 41. Josef Paleček), Václav Nedomanský, Jiří Holík – Vladimír Martinec, Richard Farda, Bohuslav Šťastný – Bohuslav Ebermann, Ivan Hlinka (9. Jiří Kochta), Josef Augusta.
Finsko: Stig Wetzell – Jouko Öystilä, Timo Saari, Seppo Suoraniemi, Heikki Riihiranta, Seppo Lindström, Pekka Rautakallio – Juhani Tamminen, Veli-Pekka Ketola, Esa Peltonen – Henry Leppä, Timo Sutinen, Harri Linnonmaa – Jukka Alkula, Matti Murto, Seppo Repo.

## Další zápas reprezentace
Československo –  London Lions 6:3 (2:1, 1:2, 3:0)
7. února 1974 – Praha

Branky Československa: 3. Vladimír Martinec, 17. Václav Nedomanský, 32. Bohuslav Šťastný, 48. Václav Nedomanský, 57. Bohuslav Šťastný, 58. Jiří Holík.

Branky London: 8. Nelson Pyatt, 26. Murray Wing, 40. Nelson Pyatt.

Rozhodčí: Aleš Pražák (TCH) - Luděk Exner (TCH), Karel Sládeček (TCH)

Vyloučení: 2:4 (využití 1:0)
ČSSR: Jiří Holeček – Oldřich Machač, František Pospíšil, Jiří Bubla, Milan Kužela, Jan Suchý, Jiří Neubauer – Vladimír Veith, Jiří Holík,Václav Nedomanský – Vladimír Martinec,Jiří Novák, Bohuslav Šťastný – Vincent Lukáč (Eduard Novák), Richard Farda (Ivan Hlinka), Bohuslav Ebermann.
London Lions: Leif Holmqvist - Ronald Simpson, Charlie Shaw, Murray Wing - Brian McCutcheon, Rick McCann, Brian Watts - Earl Anderson, Ulf Sterner, Dennis Johnson - Tord Lundström, Dennis Polonich, Nelson Pyatt - Mike Jakubo.